# Гонелије
Гонелије (фр. Gonnelieu) насеље је и општина у североисточној Француској у региону Север-Па д Кале, у департману Север која припада префектури Камбре.
По подацима из 2011. године у општини је живело 339 становника, а густина насељености је износила 68,21 становника/km². Општина се простире на површини од 4,97 km². Налази се на средњој надморској висини од 200 метара (максималној 137 m, а минималној 89 m).

## Демографија
| 1962. | 1968. | 1975. | 1982. | 1990. | 1999. | 2011. |
| ----- | ----- | ----- | ----- | ----- | ----- | ----- |
| 292   | 310   | 273   | 276   | 272   | 266   | 339   |

График промене броја становника у току последњих година